# The Hartford Times
The Hartford Times est un journal quotidien américain publié à Hartford (Connecticut) de 1817 à 1976.